# Thormod Larsen
Thormod Larsen, född 28 januari 1921 i Köpenhamn, död 23 mars 1977 i Laröd, Helsingborgs kommun, var en svensk målare och grafiker.
Larsen studerade konst vid Teknisk Skole i Köpenhamn och för grafikern Johnny Friedlaender i Paris. Efter att han som motståndsman hamnat på Gestapos dödslista flydde han till Helsingborg 1941. Han var medlem av konstnärsgruppen Differenterna. Han grundade Atelje Larsen som är en välrenommerad grafikverkstad i Helsingborg. Ateljén drivs nu vidare av hans son Ole Larsen.
Thormod Larsen är representerad på Moderna museet, Statens Museum for Kunst i Köpenhamn, Nasjonalgalleriet i Oslo, Helsingborgs museum, Kalmar konstmuseum, Sundsvalls museum, Allen Art Museum i Ohio USA.
Offentlig utsmyckning: Helsingborgs stads Arbetsvårdsverkstad.
Thormod Larsen är gravsatt i Södra minneslunden vid Krematoriet i Helsingborg.